# Liste der Bildungsminister von Brandenburg
Liste der Bildungsminister von Brandenburg.

## Bildungsminister Brandenburg (seit 1990)
| Name              | Amtsantritt                          | Kabinett                 | Partei |
| ----------------- | ------------------------------------ | ------------------------ | ------ |
| Marianne Birthler | 1. November 1990                     | Stolpe I                 | Grüne  |
| Roland Resch      | 16. Dezember 1992                    | Stolpe I                 | Grüne  |
| Angelika Peter    | 11. Oktober 1994                     | Stolpe II                | SPD    |
| Steffen Reiche    | 13. Oktober 1999 26. Juni 2002       | Stolpe III Platzeck I    | SPD    |
| Holger Rupprecht  | 13. Oktober 2004 6. November 2009    | Platzeck II Platzeck III | SPD    |
| Martina Münch     | 23. Februar 2011 28. August 2013     | Platzeck III Woidke I    | SPD    |
| Günter Baaske     | 5. November 2014                     | Woidke II                | SPD    |
| Britta Ernst      | 28. September 2017 20. November 2019 | Woidke II Woidke III     | SPD    |
| Steffen Freiberg  | 10. Mai 2023 11. Dezember 2024       | Woidke III Woidke IV     | SPD    |